# Rafflesia keithii
Rafflesia keithii là một loài thực vật có hoa trong họ Rafflesiaceae. Loài này được Meijer miêu tả khoa học đầu tiên năm 1984.

## Hình ảnh

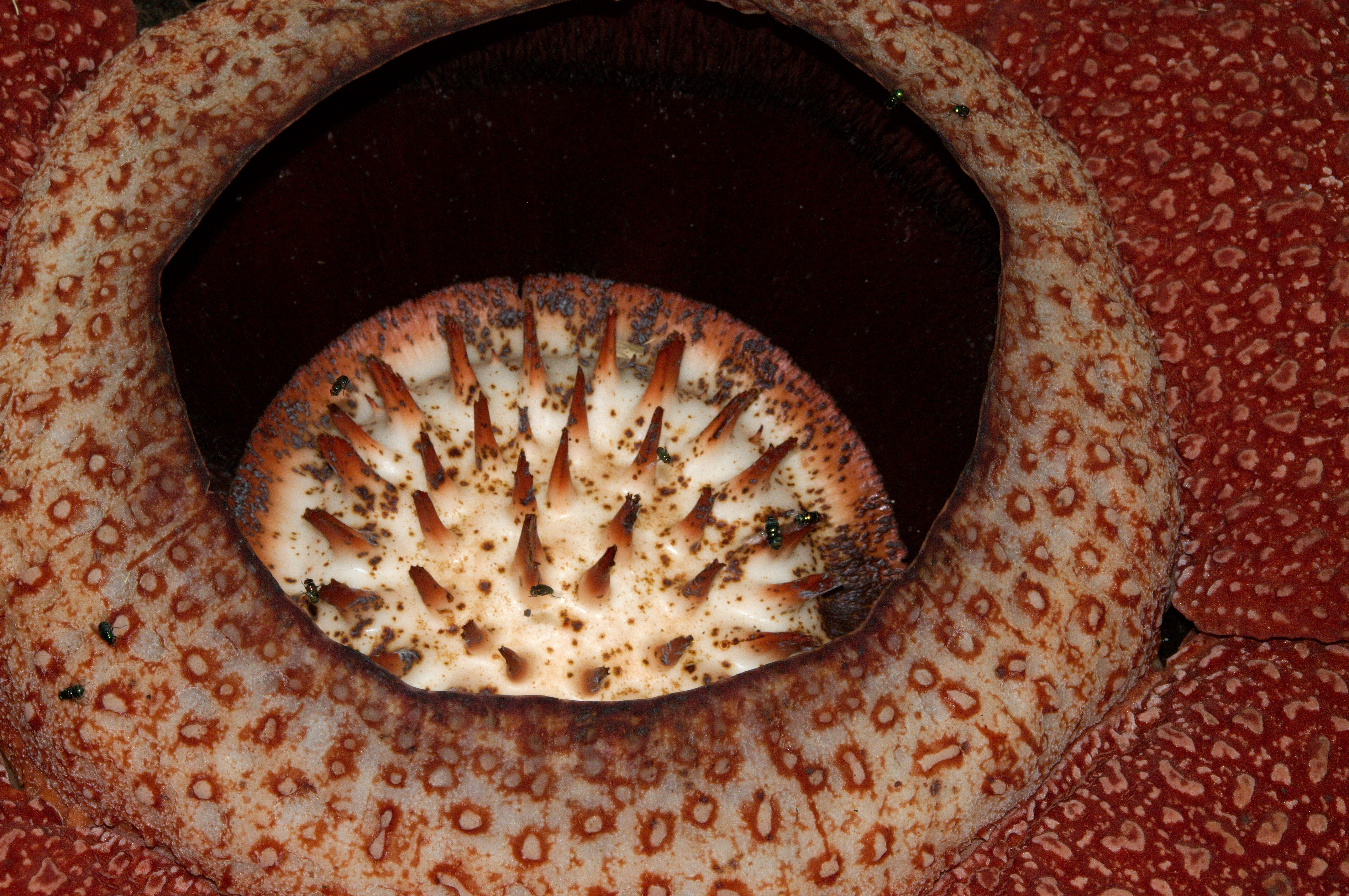
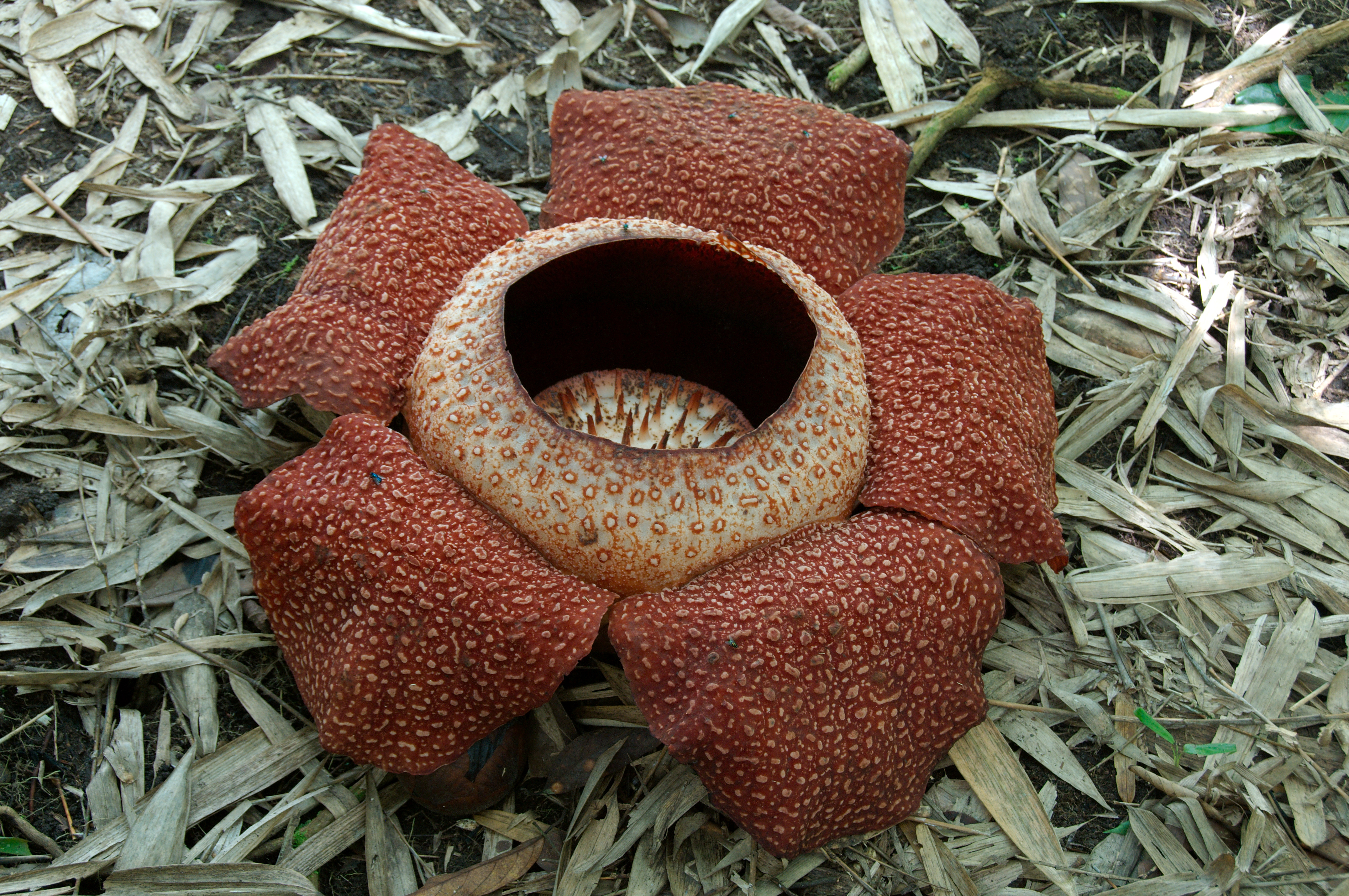